# La Revanche d'une blonde
Ne pas confondre avec le film La Vengeance d'une blonde, sorti en 1994.
Pour les articles homonymes, voir Legally Blonde (homonymie).
Série La Revanche d'une blonde
La blonde contre-attaque
(2003)
Pour plus de détails, voir Fiche technique et Distribution.
La Revanche d'une blonde, ou Blonde et légale au Québec, (Legally Blonde en version originale), est un film de Robert Luketic sorti en 2001.
Il s'agit d'une adaptation du roman Legally Blonde d'Amanda Brown. Il est un succès mondial, récoltant plus de 141,7 millions de dollars, pour un budget de 18 millions. Le film et sa bande originale ont été qualifiés de « culte »,,,,,.
Il est suivi d'une suite cinématographique à succès, La blonde contre-attaque, qui récolte 125 millions de dollars de recettes en 2003, ainsi que par le téléfilm Blondes pour la vie (2009). Une série télévisée préquelle, Elle, suivant l'adolescente d'Elle Woods est prévue pour 2026. Il est également adapté en comédie musicale en 2007,.

## Synopsis
Elle Woods, étudiante à Los Angeles en merchandising de mode et membre d'une sororité, est invitée dans un grand restaurant par son petit ami, Warner Huntington III. 
Alors qu'elle s'attend à ce qu'il lui fasse sa demande en mariage, il lui annonce qu'il rompt avec elle. Sur le point d'intégrer la faculté de droit de Harvard dans le but de devenir sénateur "avant 30 ans", il estime en effet qu'Elle, caricature de la blonde écervelée et superficielle, ferait tache dans son futur milieu. En un mot, il lui faut désormais "une Jackie plus qu'une Maryline". 
Elle pense pouvoir reconquérir Warner en se montrant capable de réussir dans ce même milieu et, après des mois de préparation, réussit le concours d'entrée à Harward, tant par sa plastique que par son cursus.
En arrivant à Harvard, la personnalité californienne et quelque peu flamboyante d'Elle tranche avec celle plus austère de ses camarades de classe de la Côte est. 
Elle croise bientôt Warner et découvre alors qu'il est fiancé à une ancienne petite amie, Vivian Kensington, qui considère manifestement Elle comme une idiote. Elle dit à Warner qu'elle veut devenir stagiaire au cabinet d'un de leurs professeurs, mais réalisant qu'il ne la prendra jamais au sérieux, Elle trouve la motivation de prouver sa valeur en travaillant et en maîtrisant le droit. 
Le semestre suivant, le professeur Callahan, le professeur le plus respecté de l'école, décide de prendre des stagiaires de première année, parmi lesquels se trouvent Vivian, Warner et Elle.  
Callahan défend Brooke Windham, une professeure de fitness par ailleurs idole d'Elle. Brooke, accusée d'avoir assassiné son mari, refuse de fournir son alibi à son avocat (elle était en train de subir une liposuccion, révélation qui pourrait ruiner sa réputation). Brooke finit néanmoins par révéler celui-ci à Elle, mais en lui faisant promettre de le garder secret. 
En refusant de livrer le secret de Brook à Callahan, Elle gagne le respect de Vivian, qui lui confie alors que Warner n'aurait pas pu entrer à Harvard sans l'intervention de son père auprès de la direction de Harvard.
Emmett Richmond, associé de Callahan, se rend compte du potentiel de Elle et se sent attiré par la jeune femme.
Un soir, Callahan tente de séduire Elle qui, après l'avoir repoussé, en conclut qu'elle n'a obtenu son stage que grâce à son physique. Dévastée, Elle abandonne la faculté et est sur le point de quitter le Massachusetts quand Brooke insiste pour qu'elle continue à s'occuper de son affaire. 
Lors de son procès, Brooke, qui n'a plus confiance qu'en Elle, vire Callahan en public dès le début de l'audience et le remplace par la jeune femme. Celle-ci assure alors sa défense, sous supervision d'Emmett car elle n'est encore que stagiaire. 
Elle commence à interroger Chutney, la belle-fille de Brooke, et fait observer une incohérence dans son témoignage : celle-ci n'aurait pas entendu le coup de feu meurtrier car elle était, soi-disant, en train de se laver les cheveux. Mais, elle venait de se faire faire une permanente, laquelle implique de ne pas mouiller ses cheveux dans les vingt-quatre heures suivantes pour ne pas supprimer les effets du thioglycolate d'ammonium. Déstabilisée, Chutney, avoue alors sa culpabilité en précisant qu'elle ne voulait pas tirer sur son père mais tuer Brooke, car elle ne supportait pas que son père ait épousé une femme de son âge. Cet aveu en plein procès provoque la stupeur générale. 
Le procès est alors aussitôt interrompu. Brooke, innocentée, est immédiatement libérée tandis que Chutney est sans plus tarder envoyée en prison. Callahan reste pour sa part médusé face à un tel coup de maître de la part d'une simple stagiaire. 
Warner tente de reconquérir Elle, mais celle-ci le rejette à son tour, réalisant sa superficialité et sa vanité. En revanche, Vivian et Elle restent bonnes amies. 
Deux ans plus tard, brillamment diplômée, Elle prononce le discours de fin d'études au nom de l'ensemble de ses camarades de promotion, tandis que Warner, qui finit ses études sans félicitations, ni petite amie, ni offre d'emploi, fait triste mine. 
Emmett, qui a monté son propre cabinet, s'apprête à demander Elle en mariage.

## Fiche technique
- Titre original : Legally Blonde
- Titres français : La Revanche d'une blonde
- Titre québécois Blonde et légale
- Réalisation : Robert Luketic
- Scénario : Karen McCullah Lutz, Kirsten Smith, d'après une nouvelle d'Amanda Brown publiée le 1er juin 2001
- Directeur artistique : Daniel Bradford
- Chef décorateur : Missy Stewart[12]
- Décorateur de plateau : Kathy Lucas
- Costumes : Sophie De Rakoff[13]
- Maquillage : Brad Wilder (key makeup artist)
- Directeur de la photographie : Anthony B. Richmond
- Montage : Anita Brandt-Burgoyne[14], Garth Craven
- Musique : Rolfe Kent, Lo-Ball pour la bande originale
- Production : 
  - Producteur : Ric Kidney (de), Marc E. Platt
  - Coproducteur : Christian McLaughlin, David Nicksay
- Société(s) de production : Marc Platt Productions, Metro-Goldwyn-Mayer
- Société(s) de distribution : 
  -  Metro-Goldwyn-Mayer Distributing Corporation
  -  UGC Fox Distribution (UFD)
- Budget : 
  - 18 000 000 $[15]
- Pays d'origine :  États-Unis
- Année : 2001
- Langue originale : anglais
- Format : couleur (DeLuxe) – 35 mm – 2,35:1 – DTS-stéréo – DTS – SDDS
- Genre : comédie
- Durée : 96 minutes
- Classification : Canada : G (Québec) / PG (Alberta/British Columbia/Manitoba/Nova Scotia/Ontario) / USA:PG-13 (certificat #37637 ; langage et sexualité) France : U / Suisse : 7 (canton de Genève) / 7 (canton de Vaud)
- Dates de sortie : 
  - États-Unis : 26 juin 2001 (première à Los Angeles)
  - États-Unis : 13 juillet 2001
  - Suisse : 31 octobre 2001
  - France : 12 décembre 2001
  - Belgique : 19 décembre 2001

## Distribution
- Reese Witherspoon (VF : Véronique Alycia ; VQ : Sophie Léger) : Elle Woods
- Luke Wilson (VF : Bruno Choël ; VQ : Antoine Durand) : Emmett Richmond
- Selma Blair (VF : Céline Mauge ; VQ : Valérie Gagné) : Vivian Kensington
- Matthew Davis (VF : Mathias Kozlowski ; VQ : Carl Béchard) : Warner Huntington III
- Victor Garber (VF : Patrick Floersheim ; VQ : Bernard Fortin) : le professeur Callahan
- Raquel Welch (VF : Frédérique Tirmont ; VQ : Nathalie Coupal) : Mme Windham Vandermark
- Jennifer Coolidge (VF : Laurence Crouzet ; VQ : Marie-Andrée Corneille) : Paulette Bonafonté
- Holland Taylor (VQ : Madeleine Arsenault) : Professeur Stromwell
- Ali Larter (VF : Laurence Dourlens ; VQ : Anne Bédard) : Brooke Taylor Windham
- Jessica Cauffiel (VF : Barbara Tissier ; VQ : Christine Bellier) : Margot
- Alanna Ubach (VQ : Violette Chauveau) : Serena
- Oz Perkins (VF : Emmanuel Garijo ; VQ : Patrice Dubois) : David « Dorkie » Kidney
- Linda Cardellini (VF : Laurence Charpentier ; VQ : Lisette Dufour) : Chutney Windham
- Bruce Thomas (VQ : Sylvain Hétu) : le livreur d'UPS (amour de Paulette)
- Meredith Scott Lynn : Enid Wexler
- Kimberly McCullough (en) (VQ : Linda Roy) : Amy
- Greg Serano (VF : Pascal Nowak ; VQ : Jacques Lussier) : Enrique Salvatore
- Michael B. Silver : Bobby
- Lisa Arch : une vendeuse dans une boutique

 Source et légende : version française (VF) sur RS Doublage
 Source et légende : version québécoise (VQ) sur Doublage.qc.ca

## Box office
Dès le premier weekend de sa sortie, le film atteint 20 millions de dollars de recettes, uniquement aux États-Unis. Il est un succès mondial, récoltant plus de 141,7 millions de dollars, pour un budget de 18 millions.

## Bande originale
La bande originale contient le single Perfect Day, interprété par la chanteuse Hoku.

### Liste des titres
| 1.    | Perfect Day                          | Hoku                | 3:28 |
| 2.    | One Girl Revolution                  | Superchick          | 3:17 |
| 3.    | We Could Still Belong Together       | Lisa Loeb           | 2:54 |
| 4.    | Love Is A Beautiful Thing            | Krystal             | 3:40 |
| 5.    | Magic                                | The Black Eyed Peas | 3:47 |
| 6.    | Don't Need You To Tell Me I'm Pretty | Samantha Mumba      | 3:35 |
| 7.    | A Thousand Miles (Interlude)         | Vanessa Carlton     | 3:58 |
| 8.    | Watch Me Shine                       | Joanna Pacitti      | 3:18 |
| 9.    | Ooh La La                            | Valeria             | 3:51 |
| 10.   | Can't Get Me Down                    | Lo-Ball             | 2:48 |
| 11.   | Sex Machine                          | Mýa                 | 3:42 |
| 38:18 |                                      |                     |      |

## Comédie musicale
L'adaptation en comédie musicale est signée Laurence O'Keefe et Nell Benjamin pour la musique et les paroles, et Heather Hach pour le livret. Le spectacle a ouvert à Broadway en avril 2007 dans une mise en scène et chorégraphie de Jerry Mitchell. La distribution originale était notamment composée de Laura Bell Bundy dans le rôle de Elle, Christian Borle dans le rôle d'Emmett et Orfeh dans le rôle de Paulette. Le spectacle a eu sept nominations aux Tony Awards et dix aux Drama Desk Awards, sans remporter aucun prix.
La version londonienne du spectacle a ouvert en janvier 2010 au Savoy Theatre, avec dans la distribution Sheridan Smith dans le rôle de Elle, Alex Gaumond dans le rôle d'Emmett et Jill Halfpenny dans le rôle de Paulette. Le spectacle a eu cinq nominations aux Laurence Olivier Awards, en remportant trois, dont celui du Best New Musical.
La version parisienne du spectacle s'est jouée en 2012 au Théâtre Le Palace à Paris, avec dans le rôle de Elle Woods, Aurore Delplace, dans le rôle d'Emmett, Julien Salvia, et dans le rôle de Paulette, Lina Lamara.

## Distinctions

### Récompenses
- Primé aux Teen Choice Awards de 2001 d'un Teen Choice Award de Film - Choice Movie of the Summer
- Primé aux BMI Film and TV Awards de 2002 d'un BMI Film Music Award pour Rolfe Kent
- Primé aux Hollywood Makeup Artist and Hair Stylist Guild Awards de 2002 pour le Best Contemporary Hair Styling - Feature en faveur de Joy Zapata et Linda Arnold
- Primé aux MTV Movie & TV Awards de 2002 
  - pour la Best Comedic Performance en faveur de Reese Witherspoon
  - et la récompense de Best Dressed en faveur de Reese Witherspoon
  - et la meilleure réplique (Best Line) en faveur de Reese Witherspoon ("Oh, I like your outfit too, except when I dress up as a frigid bitch, I try not to look so constipated.")
  - également nommé en vue d'un MTV Movie Award de Best Female Performance pour Reese Witherspoon
  - également nommé en vue d'un MTV Movie Award de Best Movie

### Nominations
- Nommé aux British Comedy Awards de 2002 en vue du British Comedy Award de la Best Comedy Film
- Nommé à la Casting Society of America en 2002 en vue d'un Artios pour le Best Casting for Feature Film, Comedy en faveur de Joseph Middleton et Michelle Morris
- Nommé aux Costume Designers Guild Awards de 2002 pour Excellence in Costume Design for Film - Contemporary en faveur de Sophie Carbonell
- Nommé aux Golden Globes de 2002 pour le Golden Globe
  - de Best Motion Picture - Musical or Comedy
  - de Best Performance by an Actress in a Motion Picture - Musical or Comedy en faveur de Reese Witherspoon
- Nommé aux Kids' Choice Awards de 2002 pour un Blimp Award de Favorite Female Movie Star en faveur de Reese Witherspoon
- Nommé aux Satellite Awards de 2002 pour un Golden Satellite Award
  - pour le Best Original Score en faveur de Rolfe Kent
  - pour la Best Performance by an Actress in a Motion Picture, Comedy or Musical en faveur de Reese Witherspoon
- Nommé aux Young Artist Awards de 2002 pour le Best Family Feature Film - Comedy

## Statut de film culte
Le film et sa bande originale ont été qualifiés de « culte »,,,,,.

## Suites et préquelle
Il est suivi d'une suite cinématographique à succès La blonde contre-attaque qui récolte 125 millions de dollars de recettes en 2003. Un film spin-off intitulé Blondes pour la vie (2009) et suivant les cousines d'Elle Woods est ensuite sorti directement en vidéo.
Une série télévisée préquelle intitulée Elle et qui suit Elle durant ses années au lycée dans les années 1990 est prévue pour 2026 sur Prime Video.